# Herrnhut
Herrnhut (en allemand : /ˈhɛʁnˌhuːt/,, ? Écouter [Fiche] ; en tchèque : Ochranov) est une ville de l'arrondissement de Görlitz, dans le Land de Saxe en Allemagne. La ville est bien connue comme lieu de refuge des Frères moraves et point de départ de leur travail missionnaire.

## Géographie
Herrnhut se situe dans la partie orientale de la Haute-Lusace, à mi-chemin entre les villes de Löbau et de Zittau. La Bundesstraße 178 passe au sud du centre-ville.

### Quartiers
En plus du centre-ville, le territoire communal comprend 12 localités :
| - Ninive - Ruppersdorf - Schwan - Friedensthal | - Strahwalde - Euldorf - Großhennersdorf - Heuscheune | - Neundorf auf dem Eigen - Schönbrunn - Berthelsdorf - Rennersdorf/O.L. |

## Histoire

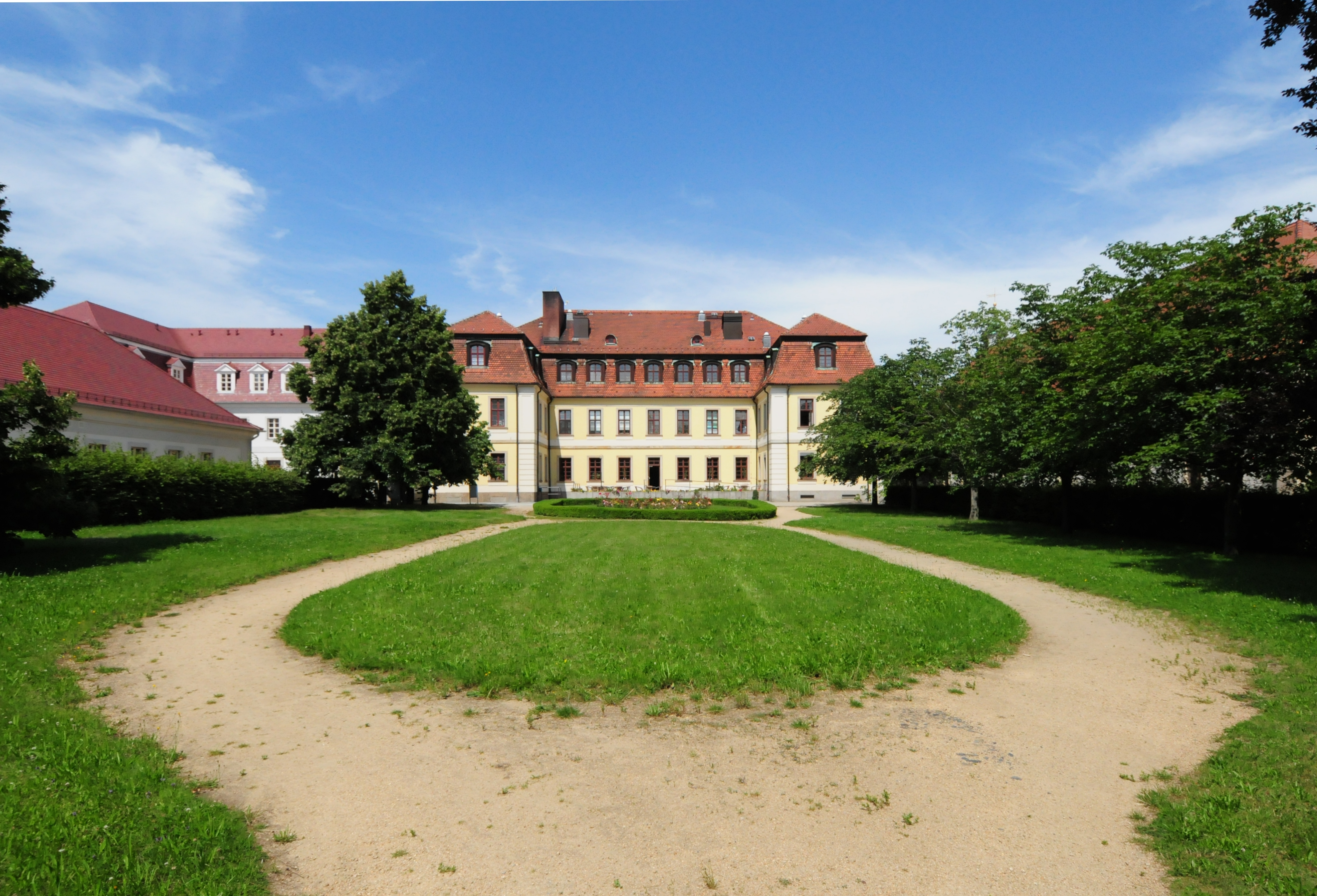
Le manoir de Herrnhut, construit en 1727 par Zinzendorf.

En 1722, le comte Nikolaus Ludwig von Zinzendorf (1700-1760), conseiller au service d'Auguste le Fort, acquiert le domaine seigneurial de Berthelsdorf en Haute-Lusace. C'est ici que le comte et son épouse Erdmuthe-Dorothée accueillent un groupe de Frères tchèques, exilés chassés de Moravie par les persécutions religieuses au cours de la Contre-Réforme, sur leurs terres. Le 17 juin de cette année, ils fondent la nouvelle communauté des Frères moraves qu'ils appellent Herrnhut, c'est-à-dire « »protection divine » ou « »protection du Seigneur » (d'après le verset 4 du psaume 84).
Sous l'impulsion de Zinzendorf lui-même puis de son successeur August Gottlieb Spangenberg, cette communauté développe par la suite une très forte activité missionnaire. Au fil des siècles, Herrnhut a acquis une renommée mondiale grâce à la fraternité évangélique rassemblée dans la communion Unitas Fratrum (« unité des frères »).
La commune a reçu les droits de ville en 1929. Au lendemain de la Seconde Guerre mondiale, sous l'occupation par l'Armée rouge, une grande partie des bâtiments fut dévastée par un incendie.
La ville est inscrite sur la liste du patrimoine mondial par l'UNESCO en juillet 2024 en tant que constituant du bien « Colonies de l'Église morave ».

## Personnalités
- Ernst Christian August von Gersdorff (1781-1852), diplomate et homme d'État ;
- Heinrich August Jäschke (1817-1883), missionnaire linguiste et orientaliste ;
- Hugo Theodor Christoph (1831-1894), entomologiste ;
- Martin Clemens (né en 1939), homme politique.

## Jumelages
- Bad Boll (Allemagne)
- Suchdol nad Odrou (Tchéquie)
- Karlstetten (Autriche)